# Petro-Canada
Petro-Canada is een van de grootste petrochemische bedrijven van Canada. Het hoofdkantoor bevindt zich in Calgary, Alberta.
In Alberta vindt winning plaats van onder meer aardgas en in de Athabasca Oil Sands aardolie. Aan de oostkust bij St. John's, Newfoundland, vindt ook aardolie winning plaats in de Atlantische Oceaan.
Verder is het bedrijf ook internationaal actief in onder meer het Syrië en Libië, en in Zuid-Amerika.